# Zion Williamson
Zion Lateef Williamson (* 6. Juli 2000 in Salisbury, North Carolina) ist ein US-amerikanischer Basketballspieler. Er wurde im Draft-Verfahren der NBA im Jahr 2019 an erster Stelle von den New Orleans Pelicans ausgewählt.

## Jugend
Williamson wurde am 6. Juli 2000 in Salisbury, North Carolina als Kind von Lateef Williamson und Sharonda Sampson geboren. Er wurde nach dem biblischen Ort Berg Zion in Jerusalem benannt. In seiner Kindheit spielte Williamson mehrere Sportarten, darunter Fußball und American Football.

## Spielerprofil

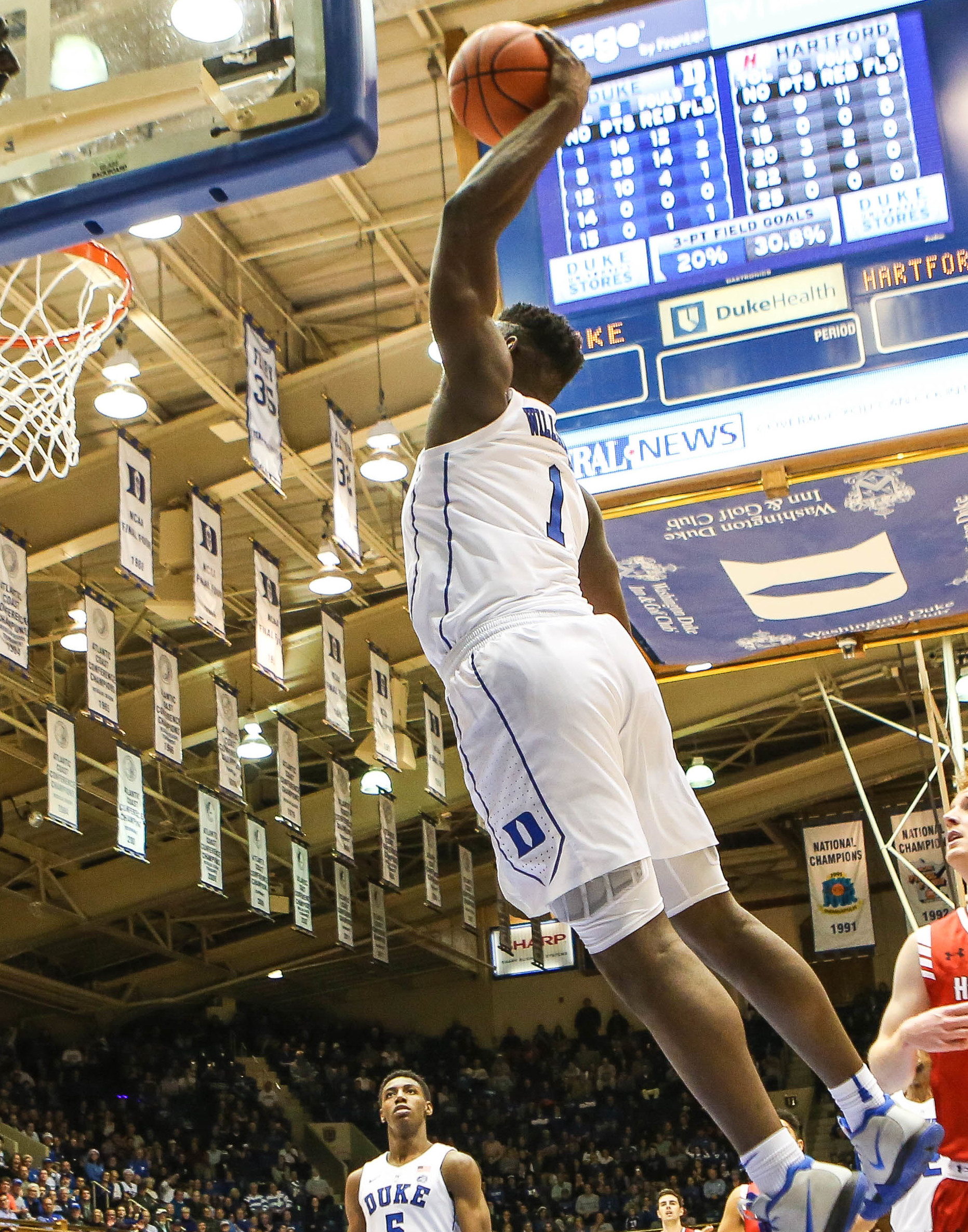
Williamson beim Slam Dunk

Williamson verfügt über einen außergewöhnlichen Körperbau. Seine derzeit offiziell angegebene Körpergröße beträgt 1,98 Meter und sein Gewicht 129 Kilogramm. Trotz seiner für einen NBA-Spieler eher geringen bis durchschnittlichen Körpergröße war Williamson in der Saison 2019/20 der drittschwerste Spieler der Liga (hinter Boban Marjanović und Tacko Fall). Zum Vergleich: Der ehemalige Superstar Michael Jordan, der eine ähnliche Körpergröße wie Williamson aufweist, wog in seiner aktiven Zeit etwa 30 kg weniger als Williamson. Trotz dieser großen Masse besitzt Williamson eine enorme Sprungkraft und Athletik.

## Karriere

### Schulzeit und College
Williamson spielte zunächst an der Johnakin Middle School in Marion, South Carolina, wo er durchschnittlich 20 Punkte pro Spiel erzielte.
Kurz vor der neunten Klasse schrieb sich Williamson an der Spartanburg Day School ein, einer kleinen Privatschule in Spartanburg, South Carolina, in der er für die Highschool-Basketballmannschaft vier Spielzeiten absolvierte.
Zwischen der achten und neunten Klasse wuchs er von 1,75 m auf 1,91 m. Im Freshman-Jahr seiner Highschool-Karriere erreichte er durchschnittlich 24,4 Punkte, 9,4 Rebounds, 2,8 Assists, 3,3 Steals und 3,0 Blocks pro Begegnung. In seiner Sophomore-Saison erreichte Williamson durchschnittlich 28,3 Punkte, 10,4 Rebounds und 2,5 Assists je Spiel. Er führte seine Mannschaft zum ersten Sieg der  Landesmeisterschaft der South Carolina Independent School Association (SCISA) in der Schulgeschichte.
In seinem Junior-Jahr erreichte Williamson einen Durchschnitt von 36,8 Punkten und 13,0 Rebounds pro Spiel und führte seine Mannschaft im Finale mit seinen 51 Punkten zu ihrer zweiten Landesmeisterschaft. In seinem Senior-Jahr erzielte Williamson durchschnittlich 36,4 Punkte und 11,4 Rebounds pro Spiel und gewann seinen dritten Landesmeisterschaftstitel in Folge.

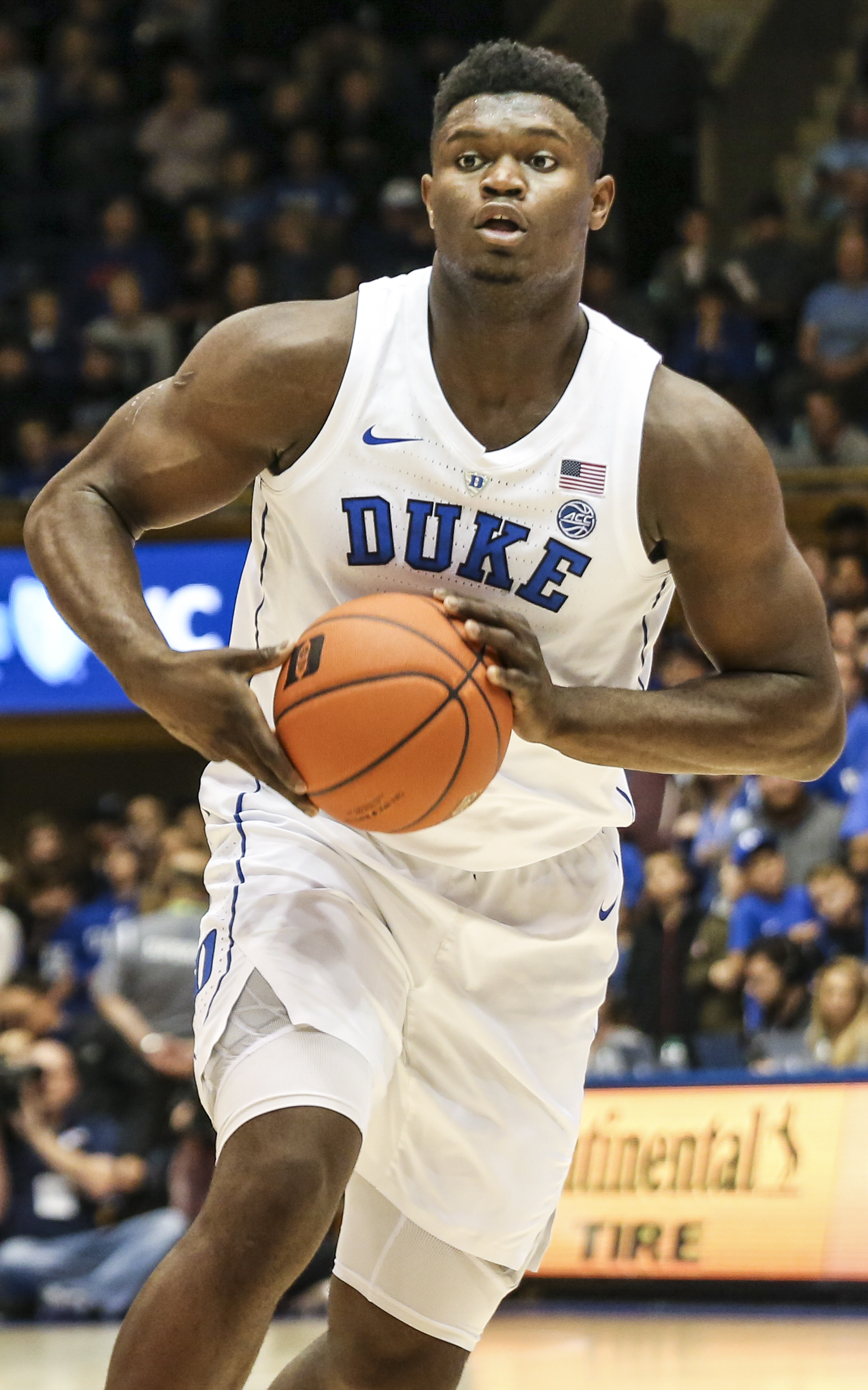
Williamson als Spieler der Duke University (2018)

Auf der Forward-Position war er der beste Highschool-Spieler seines Jahrgangs und wechselte 2018 an die Privatuniversität Duke University in Durham, North Carolina, um unter Trainer Mike Krzyzewski für die „Blue Devils“ in der ersten NCAA-Division zu spielen. Am 6. November 2018 erzielte er in seinem ersten Saisonspiel für Duke in 23 Minuten 28 Punkte bei elf von 13 Würfen aus dem Feld und verhalf der Mannschaft zu einem 118:84-Sieg gegen die University of Kentucky.
2019 führte Zion Williamson die Duke University mit einem 73:63 gegen Florida State zum Titel in der Atlantic Coast Conference. Der 18-Jährige legte im Endspiel in 40 Minuten 21 Punkte, fünf Rebounds und zwei Assists auf. Er wurde zum besten Spieler des Finalturniers gewählt.
Laut Medien und Fachleuten galt Williamson als Anwärter auf den ersten Platz im 2019er NBA-Draft. Williamson kam für die Mannschaft der Duke University zu 33 Einsätzen (bei denen er ausnahmslos in der Anfangsaufstellung stand) und erzielte im Durchschnitt 22,6 Punkte je Begegnung, wodurch er gemeinsam mit R.J. Barrett den Mannschaftshöchstwert erreichte. Zudem kam Williamson auf 8,9 Rebounds, 2,1 Ballgewinne sowie 1,8 Blocks pro Partie.
Mitte April 2019 gab er bekannt, seine Universitätslaufbahn vorzeitig zu beenden, sich für das Draft-Verfahren der NBA anzumelden und somit den Schritt ins Profilager zu vollziehen.

### NBA (seit 2019)
Im NBA-Draft 2019 sicherten sich erwartungsgemäß die New Orleans Pelicans an erster Stelle die Rechte am Forward. Williamson galt zum Draft-Zeitpunkt als vielversprechendstes Talent seit LeBron James.
In der Saisonvorbereitung bestritt Williamson vier Spiele für die Pelicans. Dabei stand er im Schnitt 27,2 Minuten auf dem Feld, erzielte pro Begegnung 23,2 Punkte (achtbester Wert der Saisonvorbereitungsphase), 6,5 Rebounds und bereitete 2,2 Korberfolge seiner Nebenleute vor.
Kurz vor dem Auftakt der Saison 2019/20 musste sich Williamson aufgrund eines Meniskusrisses einer Knieoperation unterziehen. Er verpasste deshalb die ersten 44 Saisonspiele. Seinen Einstand bei den Pelicans und damit auch in der NBA gab Williamson daher erst am 22. Januar 2020 im Spiel gegen die San Antonio Spurs. Seine 22 Punkte, sieben Rebounds und drei Assists in 18 Spielminuten reichten jedoch nicht aus, um die 117:121-Niederlage zu verhindern. Williamson verwandelte dabei acht seiner elf Würfe (4 von 7 Zweipunktwürfen, 4 von 4 Dreipunktwürfen), erzielte 17 seiner Punkte in gut drei Minuten im letzten Viertel und brachte hierdurch seine zurückliegende Mannschaft fast im Alleingang wieder ins Spiel. Williamson traf dabei vier Dreier in Folge, was ihm während seiner College-Zeit nie gelungen war.
Einen Monat vor Beginn der Saison 2021/2022 gaben die Pelicans bekannt, dass sich Williamson im Laufe des Sommers einer Operation wegen eines gebrochenen Fußes unterziehen musste. Er verpasste dadurch die gesamte Saison. Anfang Juli 2022 vermeldete New Orleans Williamsons Unterzeichnung eines neuen Mehrjahresvertrages.
Zwar sank sein Punktedurchschnitt in der Hauptrunde der Saison 2023/24 (22,9 Punkte je Begegnung) im Vergleich zu den beiden vorangegangenen Spielzeiten, dennoch wurde diese Saison als Williamsons bisher beste in der NBA eingeschätzt. Er führte New Orleans zu 49 Hauptrundensiegen (bei 33 Niederlagen), dem besten Mannschaftsergebnis seit Jahren.

## Sonstiges
Am 23. Juli 2019 unterzeichnete Williamson einen Schuhvertrag bei der Marke Jordan Brand.

## Erfolge und Auszeichnungen

### Highschool
- McDonald’s All-American: 2018[24]
- South Carolina Mr. Basketball: 2018[25]

### College
- Spieler des Jahres (benannt von AP): 2019[26]
- Spieler des Jahres (benannt von NABC): 2019[27]
- Consensus First-Team All-American: 2019[28]
- Sporting News First-Team All-American: 2019[29]
- Wayman-Tisdale-Award: 2019[30]
- Karl-Malone-Award: 2019[31]
- Spieler des Jahres der ACC: 2019[32]
- All-ACC First-Team: 2019[32]
- ACC Rookie des Jahres: 2019[32]
- ACC Athlete of the Year: 2019[33]
- ACC Tournament MVP: 2019[34]

### NBA
- 2× NBA All-Star: 2021, 2023 (Starting Five-Verzicht wegen Verletzung)

## Statistiken

### NBA

#### Hauptrunde
| Saison   | Team        | GP  | GS  | MPG  | FG % | 3P % | FT % | RPG | APG | SPG | BPG | PPG  |
| -------- | ----------- | --- | --- | ---- | ---- | ---- | ---- | --- | --- | --- | --- | ---- |
| 2019–20  | New Orleans | 24  | 24  | 27.8 | .583 | .429 | .640 | 6.3 | 2.1 | 0.7 | 0.4 | 22.5 |
| 2020–21  | New Orleans | 61  | 61  | 33.8 | .611 | .294 | .698 | 7.2 | 3.7 | 0.9 | 0.6 | 27.0 |
| 2022–23  | New Orleans | 29  | 29  | 33.0 | .608 | .368 | .714 | 7.0 | 4.6 | 1.1 | 0.6 | 26.0 |
| 2023–24  | New Orleans | 70  | 70  | 31.5 | .570 | .333 | .702 | 5.8 | 5.0 | 1.1 | 0.7 | 22.9 |
| Gesamt   | Gesamt      | 184 | 184 | 31.8 | .592 | .341 | .695 | 6.5 | 4.1 | 1.0 | 0.6 | 24.7 |
| All-Star | All-Star    | 1   | 1   | 14.0 | .556 | —    | —    | 1.0 | 0.0 | 0.0 | 0.0 | 10.0 |

### College
| Saison  | Team | GP | GS | MPG  | FG % | 3P % | FT % | RPG | APG | SPG | BPG | PPG  |
| ------- | ---- | -- | -- | ---- | ---- | ---- | ---- | --- | --- | --- | --- | ---- |
| 2018–19 | Duke | 33 | 33 | 30.0 | .680 | .338 | .640 | 8.9 | 2.1 | 2.1 | 1.8 | 22.6 |